# John Baptist Li Suguang
John Baptist Li Suguang (chinesisch 李穌光; * 1964) ist katholischer Bischof von Nanchang. 

## Leben
Li Suguang studierte am Bischöflichen Priestertumsseminar in Peking und wurde 1992 zum Priester geweiht. Anschließend arbeitete er als Seelsorger in Shanxi, dann in der Inneren Mongolei und dann in Nanchang. Dort wurde er schließlich zum Generalvikar ernannt und 2009 einstimmig zum Diözesankandidaten ernannt. Am 31. Oktober 2010 wurde er mit Zustimmung des Papstes und mit Zustimmung der chinesischen Regierung geweiht.